# Калиги

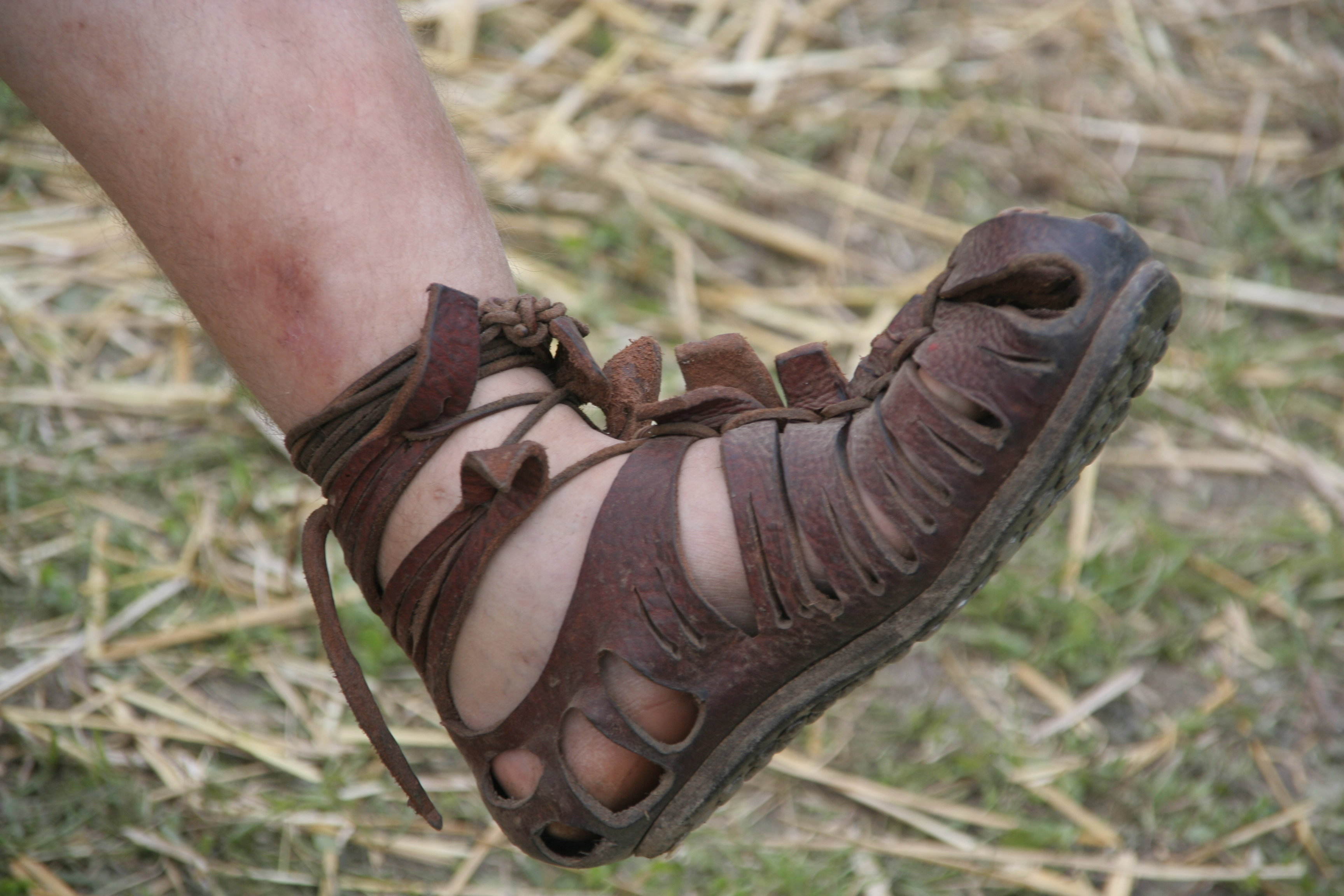
Римская калига.

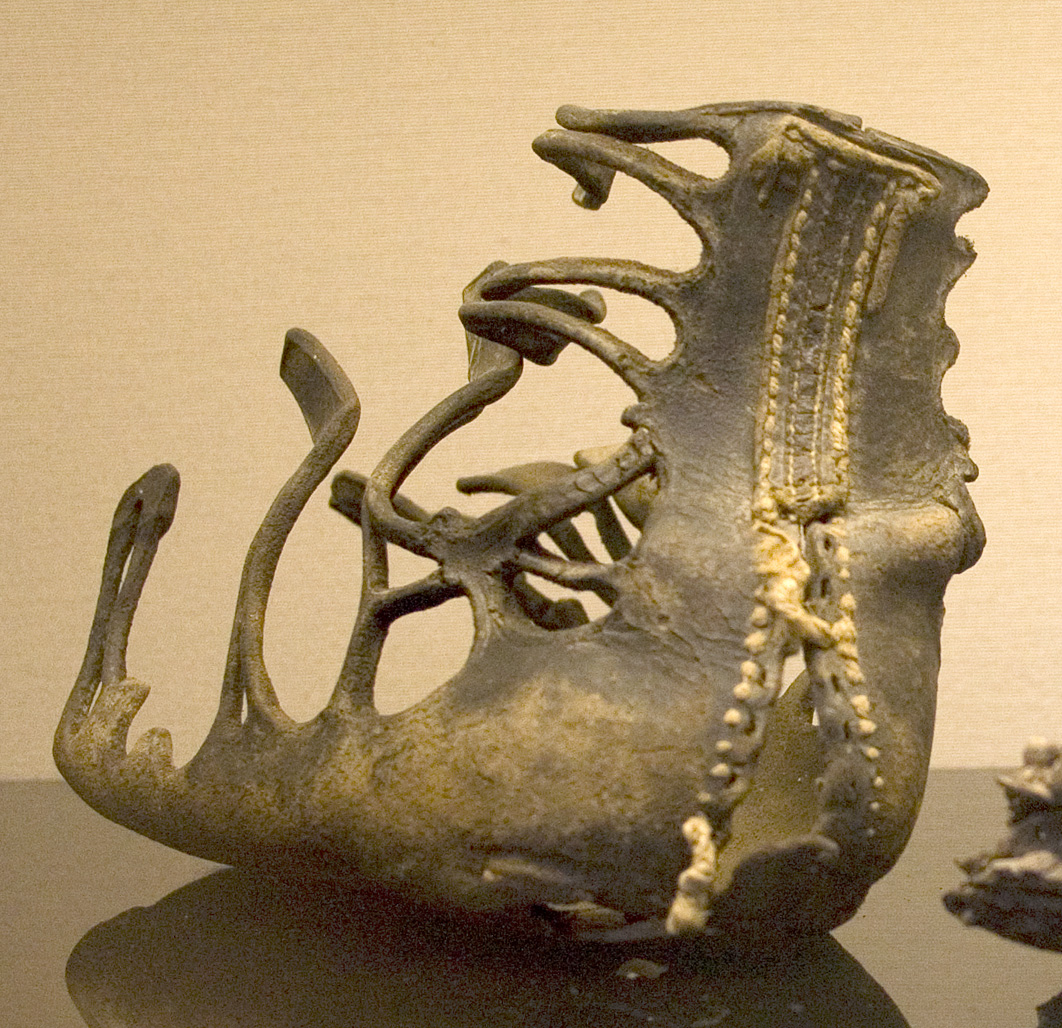
Оригинальная калига, найденная в Каср Ибриме.

Ка́лиги, ка́лигвы (лат. călĭgae — «сапоги») у римлян — солдатская обувь, полусапоги, покрывавшие голени до половины. 
В Толковом словаре живого великорусского языка Владимира Даля написано: Ка́лигвы, ка́лиговки (ж. мн. сев. твр.) ка́лиги (влгд.) кали́ки, ка́лички (влд.) ка́лижки (тмб. ниж. (лат. calica?)) башмаки, чапчу́ры, чакчу́ры, выступки, череви́чки, обу́тки; || сандалии или поршни; обувь косцов, пастухов; обувь странников, лоскут кожи, затянутый по подъему ремнем; || юж. обувь на покойников, обычно из холста..

## История
Обувь солдат состояла из кожаных чулок и сандалий с ремнями. Толстая подошва сандалий была покрыта шипами. Переплёты ремней часто доходили до колен. Калиги были хорошо приспособлены для длительных переходов. 
У рядовых солдат (caligati) это были простые полусапоги, покрывавшие голени до половины; у высших чинов они украшались серебряными или золотыми гвоздями (clavi caligarii).
Позже калигами называлась обувь, которую надевает католический епископ на время мессы.
И, наконец, так назывались подвязные сандалии, в которые обувались западные странники, отправлявшиеся в Иерусалим. В этом последнем значении слово ка́лиги было известно в Древней Руси, и от него произошло словосочетание «кали́ки перехожие».